# إيدغارس كرومينش
إيدغارس كرومينش (باللاتفية: Edgars Krūmiņš) (مواليد 16 أكتوبر 1985)، هُو لاعب كرة سلة لاتفي يُشارك مع منتخب لاتفيا لكرة السلة 3x3.
شارك إيدغارس كرومينش مع مُنتخب بلاده في دورة الألعاب الأولمبية الصيفية 2020، بحيث أحرزوا الميدالية الذهبية الخاصة بمُسابقة كُرة السلة 3x3.

## وصلات خارجية
- إيدغارس كرومينش على موقع fiba3x3.com (الإنجليزية)
- إيدغارس كرومينش على موقع ريلجم (الإنجليزية)
- إيدغارس كرومينش على موقع بروبوليرز (الإنجليزية)
- إيدغارس كرومينش على موقع اللجنة الأولمبية الدولية (الإنجليزية)
- إيدغارس كرومينش على موقع أوليمبيديا (الإنجليزية)